# Classe Oriani
La classe Oriani (classe Alfredo Oriani ou connu également sous le nom de classe Poeti) est un groupe de destroyers italiens construit pour la Regia Marina avant la Seconde Guerre mondiale.
C'est une série de 4 unités construites par le chantier Odero-Terni-Orlando (OTO) de Livourne. Les navires ont été baptisés d'après des noms de poètes italiens.

## Histoire
Trois destroyers ont été perdus pendant la guerre. Le Vittorio Oriani endommagé à la bataille du cap Matapan,  prend part à une attaque victorieuse sur un convoi allié. À la signature de l'Armistice italienne du 3 septembre 1943, il prend la fuite du port de La Spezia et est interné à Malte. Ce navire est transféré à la marine nationale française au titre des dommages de guerre et prend le nom de D'Estaing.

## Caractéristiques techniques
Cette classe de destroyer est une répétition de l'ancienne classe Maestrale mais avec une augmentation de la puissance des machines et un changement à dans l'armement de défense antiaérienne. Les canons de 40 mm obsolètes furent remplacés par des mitrailleuses supplémentaires. Les deux unités survivantes, après la bataille du cap Matapan, subirent une refonte de leur armement : trois tubes lance-torpilles sont supprimés au bénéfice de l'ajout de 2 canons Aanti-aériens (AA) de 37 mm, deux doubles canons de 20 mm et de lanceurs de charges sous-marines. Le Victorio Oriani reçoit le radar Seetakt allemand.

## Unités
| OA | Alfredo Oriani    | Odero-Terni-Orlando (OTO) à Livourne | 30 juillet 1936   | 15 juillet 1937   | 1954         | transfert à la Marine française (1948) D'Estaing      |
| AF | Vittorio Alfieri  | OTO à Livourne                       | 20 décembre 1936  | 1er décembre 1937 | 28 mars 1941 | coulé à la bataille du cap Matapan                    |
| CD | Giosuè Carducci   | OTO à Livourne                       | 28 octobre 1936   | 1er novembre 1937 | 28 mars 1941 | coulé à la bataille du cap Matapan                    |
| GB | Vincenzo Gioberti | OTO à Livourne                       | 19 septembre 1936 | 27 octobre 1937   | 9 août 1943  | coulé par le sous-marin britannique HMS Simoom (P225) |